# Consejo de Castilla
El Consejo Supremo de la Corona de Castilla, Real y Supremo Consejo de Castilla, Consejo Supremo de Castilla (en latín: Sacro Supremo Consilio Castiliae Coronae) o, simplemente, Consejo de Castilla fue la columna vertebral y principal centro de poder de la estructura de gobierno de la Monarquía Hispánica durante la Edad Moderna (siglos XVI a XIX), que se define como polisinodial, es decir, con multiplicidad de consejos.

## Historia
Como Consejo Real, el Consejo de Castilla era la segunda dignidad del reino, tras el rey. Fue considerado como el arquetipo del consejo y de su estructura y organización, de forma que todos los demás calcaron de este las suyas. 
Algunos autores sugieren que los antecedentes del consejo se remontan a los tiempos de Fernando III, 
cuando este nombró a doce juristas de prestigio para que le aconsejaran en la administración de justicia, 
pero la institución oficial del mismo fue hecha en 1385 por Juan I tras el desastre de la batalla de Aljubarrota.
En un principio contaba con 12 miembros, cuatro de cada uno de los siguientes estamentos: representantes del clero, de las ciudades y de la nobleza. En 1442 la nobleza aumentó su influencia, consiguiendo una reforma que aumentaba a 60 el número de miembros.
En las Cortes de Toledo de 1480 los Reyes Católicos lo dotaron de mayor entidad jurídica e institucional, así como regularon la naturaleza de la composición de sus miembros: un presidente (eclesiástico), dos o tres nobles y ocho o nueve letrados. Tras esta reforma el Consejo quedó muy vinculado a la voluntad real. Se trataba de una composición en la que se consideraba necesaria la existencia de una representación equilibrada de los estamentos. El decano del Consejo de Castilla ocupó la presidencia del Concejo de la Mesta desde 1500.
Dentro del Consejo, y desde  época de Juana I de Castilla, había a su vez una institución aún más poderosa, la "Cámara de Castilla", que actuaba como supervisora. Con Felipe II (1598) y con Felipe V, se hicieron sustanciales reformas.
Heredero y sinónimo del Consejo Real (la institución medieval que aconsejaba las decisiones políticas a tomar por el rey), con la ampliación territorial de los Reyes Católicos y la multiplicación del número de los Consejos territoriales y temáticos, el Consejo de Castilla pasó a especializarse en el gobierno interior de los reinos de la Corona de Castilla, la parte más importante de la Monarquía tanto en extensión (la parte central y occidental de la península ibérica, a excepción de Portugal) como en población y riqueza. También era el conjunto territorial jurídicamente más cohesionado y en el que la autoridad del rey tenía menos trabas y podía extraer más impuestos, con la excepción de los territorios forales situados al norte, especialmente el Reino de Navarra y las tres provincias vascas, que por su lealtad al Rey de Castilla tenían privilegios fiscales. Bajo el reinado de Carlos I, el Consejo de Estado se independizaría por el auge de la política exterior. Desde mediados del siglo XVII se daba al Consejo el tratamiento de Alteza, por ejemplo, al dirigir escritos a esta institución.
El siglo XVIII, con el cambio de dinastía, la Guerra de Sucesión Española y los Decretos de Nueva Planta, significó un aumento del poder del Consejo de Castilla. Es el periodo en el que Melchor de Macanaz llega a ser su fiscal.
La segunda mitad del XVIII y el comienzo del siglo XIX (hasta la Guerra de Independencia en que la discontinuidad de la Monarquía obliga a reinventar el sistema político con la Constitución de Bayona en un bando y la Constitución de Cádiz en el otro) pueden considerarse como su periodo de esplendor, lo que atestiguan personajes como Campomanes o Jovellanos, fiscales de este organismo al servicio del Despotismo Ilustrado de Carlos III y Carlos IV.
Como sala de jurisdicción particular sobre el lugar residencia del Rey (fijado en Madrid desde Felipe II), contaba con la Sala de Alcaldes de la Casa y Corte de Su Majestad.

## Los miembros

El Imperio de Felipe II en 1598, distinguiendo el ámbito de cada consejo territorial en el sistema polisinodial. de la Monarquía Hispánica
Territorios adscritos al Consejo de Castilla
Territorios adscritos al Consejo de Aragón
Territorios adscritos al Consejo de Portugal
Territorios adscritos al Consejo de Italia desde 1556, antes parte del Consejo de Aragón
Territorios adscritos al Consejo de Indias
Territorios adscritos al Consejo de Flandes, abarcando los territorios disputados con las Provincias Unidas

El Consejo de Castilla tiene su precedente en el Consejo real, creado en tiempos de Juan I (segunda mitad del siglo XIV). En su momento, este consejo se componía de doce miembros: cuatro prelados, cuatro caballeros y cuatro ciudadanos del pueblo llano. Estos miembros estaban obligados a jurar fidelidad al rey. En tiempos de Enrique III el número de miembros aumentó: veinticinco nobles y veintidós ciudadanos del pueblo llano. En 1402 se conoce el primer presidente. En diciembre de 1406 los consejeros pasarían a ser dieciséis, y los ciudadanos del pueblo ya no tendrían cabida en favor de doctores en «leyes». Los nobles castellanos, durante la juventud de Juan II, comenzaron a formar parte del consejo, llegando sus miembros a una cifra desorbitada en su punto más alto con sesenta y cinco. En 1442 salió una ley por la cual se establecía que los miembros del consejo serían doce: seis nobles, cuatro doctores en leyes y dos prelados. El problema es que ni esta ley ni otras sirvieron de nada, porque el número de miembros del consejo no va a ser un aspecto regular dentro de Castilla. Con su hijo Enrique IV el consejo pasaría a estar formado por ocho juristas, dos prelados y dos nobles. Pero pronto llegarían las convulsiones al reino y esto no serviría de mucho. Llegamos al reinado de Isabel la Católica, y junto con su esposo Fernando, en las cortes de Toledo de 1480 fijaron que el consejo estaría formado por ocho o nueve letrados, tres nobles y un prelado; y que los arzobispos, los grandes y los maestres podrían asistir a las sesiones e incluso participar, pero no tenían derecho al voto. Durante el reinado de Felipe II, más concretamente en 1588, se añadirían cuatro miembros más. Carlos II en 1691 amplió su número a 22. En 1713 se dieron profundos cambios, siendo uno de ellos la ampliación a 24 consejeros. Pero en 1715 se eliminó tal reforma. En 1717 se ampliaron los consejeros a 25 y en 1766 a 30. Por lo demás, hasta la desaparición de este organismo en 1812, el consejo no varió en su número de miembros.
Los miembros del consejo son:
- El presidente, cuyo origen se encuentra en las ordenanzas de 1390. Aunque  en ellas no se mencione directamente al presidente, sí que se le atribuyen al obispo de Segovia las funciones de un presidente. Normalmente, el presidente era un obispo, un prelado o un miembro de la alta nobleza. Los presidentes ejercían el cargo sin una duración concreta, pero en cualquier momento podían ser relegados y sustituidos. El presidente era el encargado de moderar las reuniones del Consejo, abriéndolas y cerrándolas, dando paso a las distintas intervenciones de los consejeros, llamaba al orden... Pero eso sí, el voto del presidente valía lo mismo que los del resto de consejeros. Además, participaba en el nombramiento de corregidores.[7] Algunos de los hombres que ocuparon la presidencia del Consejo de Castilla fueron: Juan Rodríguez Daza, Juan de Silva, Fernando de Valdés,  Fernando Niño de Guevara...[8]
- Los consejeros. Los consejeros eran quienes decidían. Hay distintos tipos:
  - Consejeros honoríficos: arzobispos, obispos, duques, marqueses, miembros de órdenes militares, dirigentes públicos... Recibían este título para mayor dignidad. Son nombrados por el rey, normalmente como agradecimiento por los servicios prestados a la corona. Este tipo de consejero no recibe sueldo.
  - Consejeros no residentes: estos sí son retribuidos pero no viven en el Consejo. Son mayordomos y contadores mayores. Y además, son nombrados por el rey.
  - Consejeros residentes: aquellos consejeros que son retribuidos y además residen en el Consejo. Estos son los consejeros en el sentido pleno de la palabra. El número de ellos fue cambiante, entre doce y veinticuatro. También son nombrados por el rey. Estos consejeros residentes eran obispos, caballeros y letrados.[9] Algunos de los nombres que ocuparon el puesto de consejero son: Luis de Zapata, Rodrigo Manrique, Hugo de Moncada, Fray García Jofré de Loaysa...[10]
- Los escribanos. Ponían por escrito lo que se decidía en el Consejo. Fue en el reinado de los Reyes Católicos cuando se establece un número de escribanos, seis en concreto, aunque no siempre se respetará dicho número. El cargo de escribano se obtenía cuando el escribano anterior renunciaba. En ese momento, este último entrega un documento al rey con su renuncia y con la persona que quiere que le suceda, normalmente su hijo.[11] Algunos de estos escribanos fueron: Juan de Salmerón, Francisco de los Cobos, Agustín de Zárate...[12]
- Los relatores. Realizaban informes a partir de los expedientes. Accedían al puesto mediante oposición de entre aquellos que se graduaban en Derecho. Estos tenían prohibido tener el más mínimo contacto con las personas implicadas en el caso.[13] Uno de ellos fue Juan de Paredes, entre otros.[14]
- Los receptores. Cuando no era suficiente con el informe, se les mandaba a investigar más elementos y detalles. Su elevado número responde a las carencias económicas de la monarquía, porque estos oficios se vendían para aportar dinero a la corona.[13]
- Los fiscales. Hay quienes no los incluyen dentro del Consejo, pues además de actuar dentro de este, actúan también fuera, en la corte, normalmente en lo relacionado con el patrimonio real.[15] Su función en el consejo es la de representar los intereses de la corona, y la de que se cumpla con la ley. No toman decisiones, pero sí dan su parecer. Algunos fueron: Gregorio López, Hernando Díaz, Jerónimo de Contreras...[16]
- Los alcaldes. También actúan fuera del Consejo. Pero en el Consejo están encargados de exponer y solucionar casos relacionados con el orden público, así como de visitar junto a los consejeros la cárcel de la corte.[17] Fueron alcaldes, por ejemplo: Pedro de Mercado, Juanes de Ávila, Rodrigo Ronquillo...[18]
- Los alguaciles. Forman parte también de la casa y corte, pero en el Consejo tienen funciones de justicia y orden.[17]
- Procurador de pobres. Como su propio nombre indica, su labor era velar por los intereses de los desfavorecidos. Era nombrado por el rey cada año.[19] Entre ellos, está, por ejemplo, Juan de Valdés.[20]
- Letrado de pobres. Igual que el procurador de pobres, este era nombrado anualmente, y solía prorrogarse en el puesto. Lo fue, por ejemplo, Pedro de León.[21] El primer nombre que tenemos es el de Hernando Pérez de Monreal en 1494.[22]
- Oficiales subalternos: porteros y ballesteros de maza (encargados del orden y la seguridad),[23] tasador de derechos...[24]

## Poderes de los ministros del Consejo de Castilla
1. Otorgar veinticuatrías, regimientos, curadurías, escribanías, procuraciones, alferazgos, tesorerías y todos los demás oficios de que se haya de despachar nuevo título, así por renuncia como por nombramiento y por vacación, y el valor de los tales oficios se han de reputar conforme pasaren entre los demás que los tienen ya algo, menos suplimientos de no haber vivido los renunciantes los veinte días de la ley y de los demás defectos y otros; y, en caso de estos, se habrá de atender a qué cosa se sujete y qué oficio es, suplimientos de edad para subalternos y procuradores y perdón de las penas en que hubieren incurrido, al que para examinarse de secretario, o de otro oficio, ha hecho información incierta, aunque esté en posesión, juntamente con licencia para usarle quieta y pacíficamente y otros suplimientos de algunos años de estudio para los diez que han de tener para ser abogados y jueces. Y también de los cinco de pasantes para ser alcaldes mayores.
2. Perdones de muertes, remisiones de galeras y destierros por cualesquier delitos, y de suspensiones y privaciones de oficios y perdón de las penas en que hubieren incurrido por haberlos usado durante la suspensión.
3. Facultades para hacer mayorazgos de bienes libres y otras para vender bienes vinculados, subrogando otros en su lugar, y otras para tomar a censo cantidades de maravedís sobre mayorazgos y bienes vinculados.
4. Licencias para andar en coches y sillas de manos, y es forzoso la hayan de tener. Licencia a clérigos para dejar alimentos a sus hijos, señalando la cantidad, y para que puedan gozar de las honras y preeminencias que los legítimos, y tener oficios reales, concejiles y públicos.
5. Licencias para traer descubiertos los hábitos de San Jorge, San Mauricio, San Esteban y los demás prohibidos.
6. Licencia para emancipar hijos y sacarlos del poderío paternal de su padre: es árbitro.
7. Licencias a clérigos letrados para que puedan abogar.
8. Licencia a letrados y procuradores para nombrar personas que sirvan sus oficios, habiendo causas, o por ausencia o enfermedad, y las viudas que por muerte de sus maridos les pertenecen o a sus hijos.
9. Licencias para ser alguaciles mayores de cualesquier lugares, no embargantes que sea natural de él o esté casado con mujer que lo sea.
10. Legitimaciones a hijos bastardos y naturales para heredar y gozar de honras y oficios, y las demás preeminencias que los legítimos.
11. Naturalezas a extranjeros para gozar de todo lo que gozan los naturales, exceptuando rentas eclesiásticas, tratar y contratar en Indias y en lanas, y voz y voto en los ayuntamientos.
12. Merced de los bienes que dejan los clérigos a sus hijos, por tácito y fideicomiso, para que después de sus días se los den los que quisieren dar.
13. Merced de los bienes que dejan los que mueren ab intestato, sin dejar herederos forzosos.
14. Merced de las restituciones que algunos dejan a Su Majestad por testamento o por otra manera.
15. Restituciones de honras a los que estuvieren excluidos de ellas, por cualesquier causas, y licencias para usar de los oficios que tuvieren.
16. Comfirmaciones de privilegios antiguos y modernos y suplimientos de no haberlos confirmado de los Señores Reyes antecesores.
17. Privilegios de hidalguías.
18. Exenciones de jurisdicciones, y hacer villas a algunos lugares.
19. Perpetuar oficios de cualquier calidad que sean.
20. Facultades para rompimientos, acotar baldíos o dehesas y venderlas, para el desempeño de alguna ciudad, villa o lugar.
21. Concesión de mercados y ferias.
22. Preeminencias de servir por teniente oficios, en ausencia o enfermedad, y que goce de las mismas exenciones, preeminencias, salarios o aprovechamientos, y también lo pueda nombrar, estando en el lugar, con tanto que el propietario, usando su teniente, no ha de usar él ni entrar en el ayuntamiento ni llevar aprovechamiento alguno.
23. Concede también la Cámara, por calidad de algunos oficios, que si sucediere ser electos por alcaldes ordinarios de hermandad, u otros, algún regidor, sin tener obligación de renunciar su oficio de tal regidor, puede usar el de alcalde, etc. con que no tenga voz ni voto por razón de oficio de regidor.
24. Indultar a los escribanos de un partido, para que no sean residenciados, ni se les visiten los papeles, ni vaya juez por tiempo limitado.
25. Relevar a los caballeros hijosdalgo que no salgan con sus armas y caballos a las fronteras con Su Majestad que se les mandara salir presto, pena de perder las preeminencias y que a costa de su hacienda irá otro en su lugar.
26. Licencia para vivir juntos dos, que uno es alcalde y otro regidor, que tengan oficios de gobierno, como si dijésemos padre e hijo.
27. Licencias para mejorar hijas en tercio y quinto, para efecto de casarlas.
28. Merced del derecho que Su Majestad tiene a cualquier oficio u otra cosa.
29. Conmutaciones de unas vidas en otras, para oficios y otras cosas.
30. Prórroga de los 60 días para tomar posesión.
31. Licencias para tomar posesión por procurador, y jurar cualquier oficio.
32. Cédula de Su Majestad para que, en los lugares que son de 500 vecinos abajo, no se alojen soldados de los de la guarda del reino.
33. Provisiones para que el corregidor ponga en libertad a un novicio o novicia, por ocho días; y, si no quiere ser religioso o religiosa, se deje ir libremente, a pedimento de cualquier pariente.
34. Consumir oficios de cualquier género y calidad que sean y dar medios y facultades y arbitrios para su paga, o que tomen censos sobre los propios, o se beneficie algún efecto.
35. Relevar, por tiempo limitado, a los boticarios de la visita general.
36. Puede relevar a algunas villas de que vayan jueces pesquisidores a las cuentas de propios y pósitos, ofreciendo darlas en la Corte cuando haya querellante, y que los puedan oír por procurador.
37. Puede asimismo prorrogar la visita de cortas y talas, relevándolos de juez, por tiempo limitado.
38. Puede, en los lugares de su señorío, vender las varas de alcaldes y los oficios de regidores, y otros que han tenido por permisión o tolerancia, y darle a la villa la jurisdicción que siempre ha usado y las escribanías, como no tengan venta de ellas el señor, aunque tenga costumbre de nombrar.
39. Véndese esto a los mismos lugares o señores los que primero llegan a comprar, y asimismo en general tiene su comisión e instrucción que haga otras cualesquier dispensaciones y gracias.

## Algunas fechas notables
- 6 de marzo de 1701: Felipe V establece que el Consejo quede formado por el presidente o Gobernador, 20 oidores y el fiscal, para sus cuatro salas, confirmando el decreto de Carlos II de 17 de julio de 1691.
- 10 de noviembre de 1713, confirmado y ampliado por declaraciones de 1 de mayo y 16 de diciembre de 1714: se da nueva planta a los consejos. El de Castilla pasa a tener cinco salas.
- 9 de junio de 1715: visto que la nueva planta ha ocasionado desórdenes y confusión, se vuelen a establecer los consejos según el modelo tradicional. El de Castilla queda de la siguiente forma: el presidente recupera todas sus preeminencias, prerrogativas y honores anteriores, se fija en 22 el número de consejeros, 8 en la sala de gobierno, cuatro en la de justicia, otros cuatro en la de provincia, cinco en la de mil y quinientas, y uno en la presidencia de la de alcaldes de casa y corte.
- 1785: Se deslinda de las normativas específicas para prensa, a partir de entonces, reguladas por el Juzgado de Imprentas. Esto supuso un alivio a la libertad de comunicación, ya que el Juzgado era más proclive al Monarca (Carlos III) y menos conservador que el Consejo.
- 25 de junio de 1809: la Junta Suprema Central lo fusiona con los consejos de Hacienda, Indias y Órdenes, formando el Consejo y Tribunal Supremo de España e Indias; el 16 de septiembre de 1810 se restablecen los consejos a su antigua planta.
- Abril de 1812: la Constitución de 1812 suprime los consejos en España; en mayo de 1814 Fernando VII los restablece.
- 24 de marzo de 1834: por real decreto se elimina el régimen polisinodial; las atribuciones judiciales del Consejo de Castilla pasan al Tribunal Supremo de España e Indias, y las consultivas al Consejo Real de España e Indias.